# Palm Island (Aruba)
Palm Island ist eine rund 10 Hektar große bewohnte, schmale und rund 1,5 Kilometer lange Insel vor der Küste der Hauptinsel Aruba, östlich der Stadt Pos Chiquito, in der Nähe des internationalen Flughafens Queen Beatrix. 
Auf der Insel befindet sich auf einem Korallenriff ein Hotel, Bar und Restaurant. Die Überfahrt mit der Fähre von der Hauptinsel dauert rund 10 Minuten. Auf der Insel gibt es einen bewachten Badestrand und einen Wasserpark. 

## Besonderheit
Der Wasserpark beinhaltet eine außergewöhnliche Attraktion. Die Besucher können, mit einem Unterwasser-Helmtauchsystem ausgerüstet, zu Fuß die tropische Fischwelt vor der Koralleninsel besichtigen und auch Unterwasseraufnahmen eines abgestürzten und im Meer versunkenen Flugzeuges des Typs Cessna 414 machen. Die Benutzung des Sea-Trek-Helmsystems ist auch Nichtschwimmern und Personen ohne Taucherfahrung möglich.